# Liste der Naturdenkmale in Mücka
Die Liste der Naturdenkmale in Mücka umfasst Naturdenkmale der sächsischen Gemeinde Mücka.

## Definition
„Naturdenkmäler sind rechtsverbindlich festgesetzte Einzelschöpfungen der Natur oder entsprechende Flächen bis zu fünf Hektar, deren besonderer Schutz erforderlich ist
1. aus wissenschaftlichen, naturgeschichtlichen oder landeskundlichen Gründen oder
2. wegen ihrer Seltenheit, Eigenart oder Schönheit.“

„§ 18 – Naturdenkmäler – (zu § 28 BNatSchG)
(1) Die Erklärung nach § 22 Abs. 1 BNatSchG von Teilen von Natur und Landschaft als Naturdenkmal erfolgt durch Rechtsverordnung oder Einzelanordnung.
(2) Über § 28 Abs. 1 BNatSchG hinaus können Naturdenkmäler zur Sicherung von Lebensgemeinschaften oder Lebensstätten von im Bestand gefährdeten oder streng geschützten Arten festgesetzt werden.“

## Naturdenkmal
Diese Auflistung unterscheidet zwischen Flächennaturdenkmalen (FND) mit einer Fläche bis zu 5 ha (bei Verordnung nach DDR-Recht auch mehr) und Einzel-Naturdenkmalen (ND).
Link zu einem Kartenansichtstool, um Koordinaten zu setzen.
| Bild | Bezeichnung                         | Lage                                        | Beschreibung | Datum | Nummer |
| ---- | ----------------------------------- | ------------------------------------------- | ------------ | ----- | ------ |
| BW   | Winterlinde im Pfarrgarten Förstgen | Förstgen (51° 17′ 51,2″ N, 14° 39′ 47,7″ O) | ND           |       |        |

## Ehemaliges Naturdenkmal
Link zu einem Kartenansichtstool, um Koordinaten zu setzen.
| Bild | Bezeichnung                        | Lage                                        | Beschreibung                                                           | Datum     | Nummer |
| ---- | ---------------------------------- | ------------------------------------------- | ---------------------------------------------------------------------- | --------- | ------ |
| BW   | 4 Winterlinden, Eingang zur Kirche | Förstgen (51° 17′ 51,6″ N, 14° 39′ 44,9″ O) | ND aufgehoben, Verkehrssicherungsaspekt, über Fällung wird entschieden | 1956–2020 |        |